# حجل الصخر (جنس)
حجل الصخر (الاسم العلمي: Alectoris) هو جنس من الحجل تتواجد في جنوب أوروبا وشمال أفريقيا والشرق الأوسط وعبر آسيا في باكستان والتبت غرب الصين وإلى الولايات المتحدة وكندا ونيوزيلندا وهاواي وبريطانيا العظمى، والهجينة على نطاق واسع.
- هي طيور غير مهاجرة و تتغذى على مجموعة واسعة من البذور وبعض المواد الغذائية والحشرات .تعطي أكثر من 20 بيضة.
- هذه الطيور مستديرة الشكل عادة يأتي لونها رمادي إلى البني الفاتح حتى الوراء، والبطن برتقالي اللون ورمادي،الوجه أبيض والمنقار ضارب للحمرة والأجنحة والأرجل حمراء أيضا.

لديها عادة وهي عند الاضطراب تبدأ بالهرب ركضا بدل الطيران ولكن إذا لزم الأمر فسوف تطير لمسافة قصيرة بواسطة أجنحتها.

## تصنيف الأنواع
- الحجل العربي، (Alectoris melanocephala)
- حجل شقر، (Alectoris chukar)
- حجل الصخر، (Alectoris graeca)
- حجل فيلبي، (Alectoris philbyi)
- الحجل البربري، (Alectoris barbara)
- حجل أحمر الساق، (Alectoris rufa)